# Ferdinand Bruckner
Ferdinand Bruckner (egentligen Theodor Tagger) född 26 augusti 1891 i Sofia, död 5 december 1958 i Västberlin, var en österrikisk-tysk dramatiker och författare nära befryndad med expressionismen.
Bruckners judiska bakgrund och konstnärliga inriktning gjorde att verk av honom, till exempel Schauspiele, en samling skådespel, demonstrativt brändes av nationalsocialister under de omfattande bokbålen i Nazityskland våren och sommaren 1933. Bruckner emigrerade först till Paris och 1936 vidare till USA. 1953 återvände han till Västtyskland.